# 斗鸡闸
斗鸡闸为古时南京斗鸡嬉戏的场所，原在鼓楼地区、城南地区和板桥镇各有一处，其中原鼓楼地区的斗鸡闸位于今南京大学北园内，因何应钦公馆建造于原斗鸡闸4号，该楼在斗鸡闸其他建筑消失后通常被直接称为斗鸡闸。1952年前位于原金陵大学南门外，南京大学迁至金陵园后扩建校园，斗鸡闸被南大收购成为北园的一部分。城南地区的斗鸡闸位于今集庆路北侧，吉祥街与仁义桥之间。